# Hyperion (drzewo)
Hyperion – nazwa okazu sekwoi wieczniezielonej (Sequoia sempervirens), będącego obecnie najwyższym znanym żyjącym drzewem na świecie. Zostało ono znalezione na terenie Parku Narodowego Redwood w USA. Drzewo mierzy 115,61 metrów. Lokalizacja drzewa była przez pewien czas objęta tajemnicą, aby ochronić lokalny ekosystem przed turystami, jednakże na stronie internetowej lasów Redwoods znajdują się jego dokładne współrzędne: 41.20491 N 124.01556 W